# Ruota (Einheit)
Die Ruota, das Rad, war ein italienisches Maß im Piemont mit seiner Hauptstadt Turin zur Messung der Menge von ausströmendem Wasser in einer Zeiteinheit aus einer festgelegten Öffnung. Die Öffnung hatte die Größe eines Quadratfußes und wurde Piede lipranto quadrato bezeichnet. Als Ausströmzeit wurden 24 Stunden festgelegt. Wichtig war die Höhe des Wasserspiegels über der Ausflussöffnung. 
In Mailand hieß das Maß der Wassermenge Oncia magistrale. In anderen Regionen wichen die Bezeichnungen und die Einzelparameter von diesen hier genannten ab. In Bergamo hieß das Maß Oncia, in Brescia und Verona Quadretto. In Verona waren die Messregeln schon in einem Vertrag von 1764 festgelegt.
- 1 Ruota = 12 Once = 144 Punti = 1728 Atomi
- 1 Ruota = 30.000 Kubikmeter